# Släkten är värst (1990)
Släkten är värst (engelska: Too Much Sun) är en amerikansk långfilm från 1990 i regi av Robert Downey Sr., med Allan Arbus, Robert Downey Jr., Howard Duff och Laura Ernst i rollerna.

## Handling
En miljonär dör. I hans testamente framgår att den av hans två barn som får ett barn inom 1 år kommer ärva hans förmögenhet. Problemet är att både sonen och dottern är homosexuella.

## Rollista
| Allan Arbus            | – Vincent        |
| Robert Downey Jr.      | – Reed Richmond  |
| Howard Duff            | – O.M.           |
| Laura Ernst            | – Susan          |
| Lara Harris            | – Sister Ursula  |
| Jim Haynie             | – Father Kelly   |
| James Hong             | – Frank, Sr.     |
| John Ide               | – Yacht Captain  |
| Eric Idle              | – Sonny          |
| Marin Kanter           | – Tiny Nun       |
| Jon Korkes             | – Fuzby Robinson |
| Ralph Macchio          | – Frank, Jr.     |
| Christopher Mankiewicz | – Mailman        |
| Andrea Martin          | – Bitsy          |
| Leo Rossi              | – George         |